# Фарнета (Терни)
Фарнета је насеље у Италији у округу Терни, региону Умбрија.
Према процени из 2011. у насељу је живело 253 становника. Насеље се налази на надморској висини од 380 м.